# Ofensywa Armii Północno-Zachodniej na Piotrogród
Ofensywa Armii Północno-Zachodniej na Piotrogród – działania białego Korpusu Północnego, a następnie Armii Północno-Zachodniej wspierane przez Wielką Brytanię i Estonię, przeciwko oddziałom Armii Czerwonej (7 i 15 Armii Frontu Zachodniego) oraz Floty Bałtyckiej między majem a listopadem 1919 r., podczas wojny domowej w Rosji. Celem białych było zdobycie Piotrogrodu, byłej stolicy i jednego z kluczowych miast Rosji Radzieckiej. Ofensywa zakończyła się niepowodzeniem Armii Północno-Zachodniej.

## Tło wydarzeń
Białe oddziały w północno-zachodniej części Rosji europejskiej powstawały od 1918 r., znaczna część z nich otrzymała broń i umundurowanie od wojsk niemieckich (okupujących terytoria wskazane w traktacie brzeskim). Najpoważniejszą z tych formacji był korpus ochotniczy utworzony w Pskowie począwszy od września 1918 r. i dowodzony od października tegoż roku przez gen. Aleksieja Wandama. Żołnierze i oficerowie korpusu, który w listopadzie 1918 r. liczył ok. 4500 ludzi, rekrutowali się głównie spośród oficerów armii Imperium Rosyjskiego – niektórzy zostali zwolnieni z niemieckich obozów jenieckich, by móc zaciągnąć się do jednostki – a także antybolszewicko nastawionych studentów. Korpus musiał opuścić Psków, gdy wycofała się z niego armia niemiecka; udał się wówczas na terytorium Estonii i został formalnie podporządkowany armii niepodległego państwa estońskiego.

### Znaczenie wsparcia zagranicznego dla białych
W 1919 r. w północno-zachodniej Rosji siły antybolszewickie nie kontrolowały żadnego terytorium. Nie miały zatem baz wypadowych w granicach Rosji i musiały polegać w swojej walce na wsparciu państw trzecich, co oznaczało, że państwa te odegrały w tej walce znacznie większą rolę niż na innych frontach wojny domowej. Wszelkie wahania w polityce tych państw miały silny wpływ na sytuację w obozie antybolszewickim; państwa trzecie, pomagając białym, dążyły przede wszystkim do realizacji własnych celów politycznych. Cele jednego państwa wchodziły w konflikt z celami innego, a często wzajemnie się wykluczały, co uniemożliwiało stworzenie jednego bloku antybolszewickiego. Sprzeczne cele Wielkiej Brytanii, Francji, Niemiec, Finlandii i Estonii w znacznej mierze przyczyniły się do ostatecznej klęski ofensywy białych na Piotrogród.

#### Estonia
Estonia w listopadzie 1918 roku została w znacznej części zajęta przez siły Rosji radzieckiej, lecz w toku wojny estońsko-bolszewickiej do lutego 1919 roku udało się wyprzeć Armię Czerwoną z jej terytorium. Tworzony w Pskowie korpus białych, noszący początkowo nazwę korpusu pskowskiego, a następnie przemianowany na Korpus Północny, został na początku 1919 r. przyjęty na służbę estońską. Tamtejsze elity nie życzyły sobie jednak zbytniego umacniania się pozycji białych na terytorium dawnej guberni estońskiej, niebezpodstawnie obawiając się o niepodległość swojego państwa w przypadku zwycięstwa białych w Rosji. Obawy te były uzasadnione, gdyż większość oficerów Korpusu Północnego była przeciwna istnieniu niezawisłej Estonii. Równocześnie jednak estońscy centryści i konserwatyści, którzy rządzili Estonią do kwietnia 1919 roku i kategorycznie odrzucali wszelkie kontakty z bolszewikami, udzielali białym pomocy w ich walce. W grudniu 1918 r. władze estońskie zastrzegły, iż Korpus Północny nie powinien liczyć więcej niż 4500 żołnierzy, jednak w praktyce stan osobowy jednostki przekroczył tak ustalony limit. Od stycznia 1919 r. jednostką dowodził płk Anton Dzierożynski.
Sytuacja białych zmieniła się po dojściu do władzy w Estonii w kwietniu 1919 r. socjaldemokratów i socjalistów-rewolucjonistów, którzy nie mieli wątpliwości co do potrzeby zachowania niepodległości przez Estonię, ale patrzyły na bolszewików mniej wrogo. Nowe władze Estonii zwiększyły naciski na Korpus Północny, a prasa estońska, według wspomnień N. Iwanowa, „stale przedstawiała rosyjski korpus jako reakcyjne, baronowskie, wyłącznie antyestońskie przedsięwzięcie”. Taka zmiana nastawienia do korpusu zmusiła dowództwo tego ostatniego do przyspieszenia rozpoczęcia ofensywy, by móc opuścić terytorium nieprzyjaznej Estonii. Z kolei przywódcy ruchu białych swoimi negatywnymi wypowiedziami na temat niepodległości Estonii tylko podsycili nieufność Estończyków.

#### Finlandia
Polityka rządu fińskiego wobec rosyjskiej wojny domowej była ambiwalentna. Z jednej strony w Finlandii bezlitośnie stłumiono powstanie fińskich czerwonych, a rządy obu krajów żywiły względem siebie nienawiść i nieufność. Z drugiej strony rosyjscy biali należeli do klasy, która przez stulecie była podstawą rosyjskich rządów w Finlandii. Wśród Finów dominowało przekonanie, że gdyby w Rosji powstał rząd białych o nastawieniu nacjonalistycznym, niepodległość Finlandii byłaby zagrożona. Takie obawy Finów były podsycane przez niewystarczająco jasne stanowisko adm. Kołczaka i Sazonowa w sprawie uznania niepodległości Finlandii.
Za udział w ofensywie przeciwko bolszewikom Finlandia zażądała na konferencji pokojowej w Paryżu przyznania jej Karelii i Półwyspu Kolskiego, proklamowania autonomii guberni archangielskiej i ołonieckiej oraz zdemilitaryzowania Morza Bałtyckiego. Ponadto Mannerheim zwrócił się do Wielkiej Brytanii o oficjalne wsparcie planowanej operacji i udzielenie pożyczki w wysokości 15 milionów funtów.
Jeśli wiosną 1919 roku przywódcy białych uważali Finlandię za główny przyczółek i sojusznika podczas przyszłej ofensywy w północno-zachodniej Rosji, to do jesieni znaczenie Finlandii w oczach białego dowództwa spadło, a centrum koncentracji sił białych ostatecznie stała się Estonia.

#### Ententa

##### Wielka Brytania
Wielka Brytania odegrała decydującą rolę w walce z bolszewikami w północno-zachodniej Rosji. Region bałtycki nigdy nie znalazł się w strefie wpływów brytyjskich, gdyż znajdował się w sferze interesów dwóch innych imperiów – niemieckiego i rosyjskiego. Jednak po zakończeniu I wojny światowej, gdy oba te imperia upadły, zainteresowanie Wielkiej Brytanii rozszerzyło się na Bałtyk. Londyn wykazał swoją obecność w regionie już w listopadzie 1918 r., wysyłając eskadrę swojej floty na Bałtyk. Próbując rozczłonkować i osłabić Rosję jako swojego rywala w Azji, Wielka Brytania jednoznacznie poparła młode republiki bałtyckie. W pierwszej połowie 1919 r. Wielka Brytania jedynie obserwowała działania białych w północno-zachodniej Rosji, wahając się i okazując niezdecydowanie w kwestii możliwego wsparcia ich walki z bolszewikami. Jednak w dużej mierze za sprawą działań Winstona Churchilla od maja 1919 r. pomoc Wielkiej Brytanii dla rosyjskich białych stawała się coraz skuteczniejsza, także dlatego, że nie pozwalała Niemcom odzyskać wpływów w regionie. W maju do krajów bałtyckich dotarły alianckie misje wojskowe pod dowództwem brytyjskich generałów. Do listopada 1919 r. Wielka Brytania udzielała białym znaczącej pomocy, dostarczając broń, sprzęt i amunicję. Następnie Londyn podjął jednak negocjacje handlowe z Rosją Radziecką, co w istocie oznaczało uznanie tej ostatniej i zakończenie walki przeciwko niej. Radziecki historyk Nikołaj Kornatowski oceniał, że zmiana ta wynikała z faktu, że brytyjska burżuazja, ze swojej natury związana z handlem i przemysłem, uznała, iż bardziej opłaci się jej wznowić handel z ogromnym rynkiem rosyjskim niż kontynuować kosztowną walkę zbrojną przeciw komunistom.

##### Francja
Francja, będąc naturalnym sojusznikiem Rosji na kontynencie europejskim przeciwko niemieckiemu imperializmowi, była zainteresowana odtworzeniem „wielkiej, zjednoczonej i niepodzielnej Rosji” jako przeciwwagi dla ewentualnego odrodzenia potęgi Niemiec. Jednak francuska misja wojskowa dotarła do Rewla dopiero 18 września 1919 r.; do tego czasu nie było mowy o skutecznej francuskie pomocy materialnej dla Armii Północno-Zachodniej. Szef misji generał Etievant podjął wszelkie możliwe kroki w celu wzmocnienia armii Judenicza i próbował przekonać rządy Finlandii i Estonii do tego samego, protestując przeciwko działaniom tej ostatniej na początku negocjacji pokojowych z Rosją Radziecką. Jednak wydarzenia zaczęły się rozwijać tak szybko, że jakakolwiek znacząca pomoc dla białych z Francji nie zdążyła nadejść, chociaż od połowy listopada, kiedy Wielka Brytania zdecydowała się ograniczyć swoją pomoc, to Francja okazała białym największe wsparcie. Od października aktywnie pracowano nad dla Armii Północno-Zachodniej transportu broni, sprzętu i amunicji z Francji drogą morską. Planów tych jednak nigdy nie zrealizowano w praktyce – nie wysłano żadnego okrętu.

#### Niemcy
Usuwając Rosję znad Bałtyku w toku I wojny światowej i konsolidując ten sukces na mocy traktatu brzeskiego, Niemcy zdawały się pozbyć konkurenta i umocnić pozycję w regionie, który był celem ich aspiracji od wieków. Jednak za sprawą klęski w I wojnie światowej niemieckie sukcesy w regionie zostały zniweczone, a same Niemcy musiały zadbać o zachowanie przynajmniej minimalnych wpływów w młodych niepodległych państwach bałtyckich, konkurując już nie z Rosją, ale z Wielką Brytanią. Skrępowane warunkami traktatu wersalskiego Niemcy nie mogły działać w regionie w sposób jawny i bezpośredni, ale zostały zmuszone do szukania wsparcia w lokalnych siłach proniemieckich oraz dostarczania broni i sprzętu białym rosyjskim oddziałom zbrojnym utworzonym w Kurlandii i Inflantach, mając nadzieję, że będą one bronić niemieckich interesów. Jedną z tych sił, stworzoną w dużej mierze przez Niemców, była Rosyjska Zachodnia Armia Ochotnicza Pawła Bermondta-Awałowa, zachowująca proniemiecką postawę w odróżnieniu od proalianckiej armii Nikołaja Judenicza. Obawiając się, że wpływy aliantów wzrosną, jeśli armia Judenicza pokona bolszewików w regionie północno-zachodnim, Niemcy umiejętnie zagrali „kartą wielkorosyjską” armii Bermondta. Jego armia wystąpiła przeciwko niepodległości Łotwy w kulminacyjnym momencie ofensywy Judenicza. W rezultacie armia ta nie tylko nie wzięła udziału w walce z bolszewikami, ale wręcz przeciwnie, ściągnęła na siebie siły Estończyków, Łotyszy i floty brytyjskiej, które w tym momencie powinny były wspierać wojska Judenicza.

## Działania wojenne wiosną-latem 1919 roku

### Przygotowanie ofensywy, jej cele i zadania
Niektórzy przywódcy białych w Estonii i Finlandii uważali za konieczne wymuszenie natychmiastowego marszu na Piotrogród (jak N. Iwanow, minister w rządzie północno-zachodnim utworzonym w sierpniu 1919 r.). Jednak ogólny plan gen. Aleksandra Rodzianki, który został naczelnym dowódcą Korpusu Północnego 1 czerwca 1919 r., był inny. Planując operację, zamierzał on przeprowadzić ofensywę nie najkrótszą drogą na Piotrogród, ale najpierw w kierunku Pskowa, Nowogrodu i dalej jeziora Ładoga. Ofensywę zaplanowano jako lokalną operację poszerzenia przyczółka na terytorium Rosji, by biali uniezależnili się od pomocy Estonii oraz zwiększyli zasoby mobilizacyjne i żywnościowe, które mogliby wykorzystać w przyszłości.
Generał Rodzianko wspomniał, że jego propozycja zakładała, by główny cios został wyprowadzony na Psków. Jednak ofensywą w kierunku pskowskim był zainteresowany sam rząd Estonii i wszystkie główne siły rosyjskiego Korpusu Północnego zostały przeniesione do Narwy. W tej sytuacji biali nie mieli innego wyjścia, jak tylko zaplanować ofensywę w kierunku Gdowa i Ługi. Oczekiwano przy tym wsparcia ze strony armii estońskiej (wysadzenia w Zatoce Koporskiej, na przystani Pejpija, 400-osobowego desantu, w czym miały współpracować siły estońskie i brytyjska eskadra admirała Waltera Cowana). Psków–Gdów został wybrany jako drugi kierunek uderzenia. Ofensywa była prowadzona przez siły 2 dywizji estońskiej przy wsparciu oddziału Stanisława Bułaka-Bałachowicza.

### Ofensywa białych

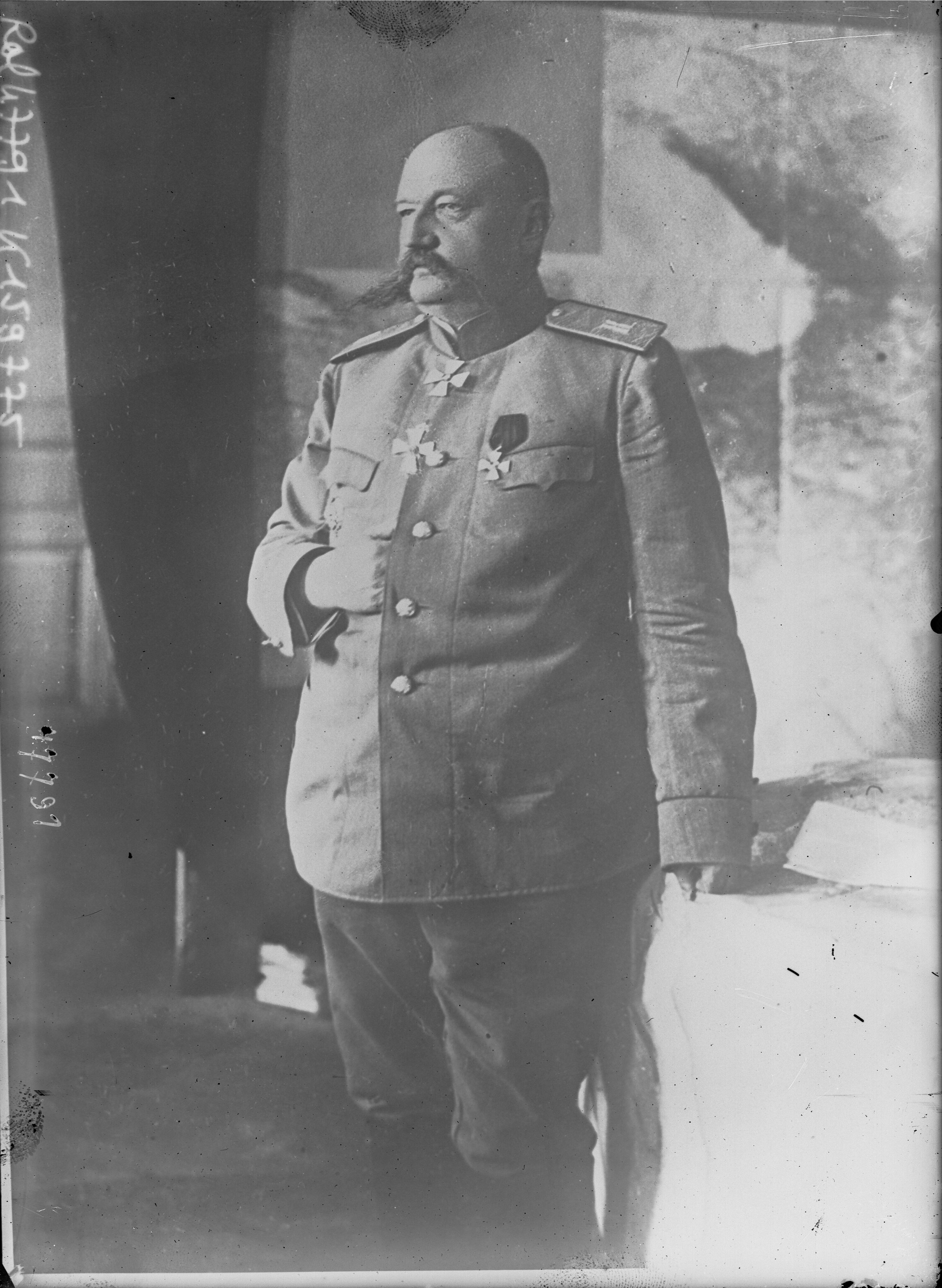
Nikołaj Judenicz, dowódca Armii Północno-Zachodniej

13 maja ofensywę z terytorium Estonii rozpoczęły siły Korpusu Północnego – ok. 3000 żołnierzy z 6 i 30 karabinami maszynowymi, pod dowództwem płk. Antona Dzierożynskiego. Ofensywie Białych przeciwstawiła się 7 Armia Armii Czerwonej pod dowództwem Aleksandra Riemiezowa, licząca około 23 500 żołnierzy i rozrzucona wzdłuż frontu od Onegi do jeziora Pejpus na długości około 600 km. Radzieccy dowódcy spodziewali się ofensywy z Finlandii i tam skoncentrowano główne siły armii. Nie zwrócono należytej uwagi na kierunek Narwa-Psków. Cios Korpusu Północnego odparła w pierwszej chwili jedynie 6 dywizja, licząca 2700 żołnierzy, 12 lekkich i 6 ciężkich dział, ale siły te zostały rozciągnięte na stukilometrowym froncie. Biali, skupiając trzy kolumny o łącznej sile 2500 ludzi na czele ataku, z łatwością przedarli się przez front w pobliżu Narwy i omijając Jamburg zmusili czerwonych do odwrotu. 15 maja biali zdobyli Gdów, 17 maja Jamburg, a 25 maja do Pskowa wkroczyła 2 estońska dywizja pułkownika Puskara. W rezultacie na początku czerwca biali zbliżyli się do Ługi, Ropszy, Gatczyny i Krasnego Sioła, bezpośrednio zagrażając Piotrogrodowi.
W ciągu zaledwie 10 dni walk Korpus Północny zajął obszar 3,5 raza większy niż obszar Estonii. Jak wspominali uczestnicy operacji, tylko całkowity brak żywności dla głodującej ludności Piotrogrodu i obawa przed ugrzęźnięciem w bitwach ulicznych powstrzymały ich przed dalszym zbliżaniem się do miasta.
Czerwoni ponieśli nie tylko klęski na froncie, ale też w ich szeregach doszło powstania na tyłach i masowego przechodzenia na stronę białych. 13 czerwca rozpoczęły się powstania w forcie Krasnaja Gorka i na baterii Sieraja Łoszad’, wszczęte przez oficerów dawnej armii carskiej, którzy zostali zwerbowani do Armii Czerwonej. Pozycje te były częścią zespołu fortów Kronsztadu – systemu obrony Petersburga stolicy od morza, były ważnymi punktami strategicznymi.

### Kontrofensywa czerwonych

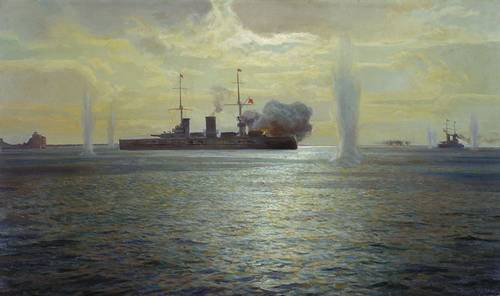
„Andriej Pierwozwanny” i „Pietropawłowsk” prowadzą ogień w kierunku zbuntowanego fortu Krasnaja Gorka, obraz Bublikowa, 1932 r.

16 czerwca radzieckie jednostki piechoty przy wsparciu Floty Bałtyckiej zlikwidowały bunty w forcie Krasnaja Gorka i na baterii Sieraja Łoszczad’.
21 czerwca 7 Armia Armii Czerwonej rozpoczęła ofensywę przeciwko Armii Północno-Zachodniej (liczącej 16,5 tys. żołnierzy). 5 sierpnia odbiła Jamburg i dotarła do linii Ługi, po czym przeszła do defensywy. 26 sierpnia oddziały 15 Armii Armii Czerwonej (brygada strzelców estońskich oraz 10 dywizja strzelecka) pod dowództwem Augusta Korka opanowały Psków. W rękach białych pozostał jedynie przyczółek pod Narwą i Gdowem.
W trakcie kontrofensywy Armii Czerwonej, 19 czerwca, Korpus Północny został oficjalnie wyłączony ze stanu armii estońskiej i włączony do nowo formowanej białej Armii Północno-Zachodniej, której był główną częścią składową. Dowódcą całej Armii Północno-Zachodniej został gen. Nikołaj Judenicz. Na fakt, że po kontrofensywie czerwonych nie nastąpiły nowe działania zaczepne ze strony białych i wspierających ich Estończyków mogło mieć wpływ nowe pogorszenie stosunków między jednymi a drugimi, do jakiego doszło, gdy tylko biali znaleźli się na terytorium rosyjskim. Nowo tworzonej Armii Północno-Zachodniej pomocy w uzbrojeniu i umundurowaniu udzieliła Wielka Brytania.
W lipcu 1919 r. nowym dowódcą Frontu Zachodniego Armii Czerwonej został Władimir Gittis.

### Działania na morzu
W działaniach wojennych przeciwko Rosji Radzieckiej w północno-zachodniej Rosji aktywnie uczestniczyły także okręty brytyjskiej marynarki wojennej, które pod koniec listopada 1918 r. dotarły na Bałtyk. Na początku czerwca 1919 r. w bazie fińskiej w Biorke, 90 km od Piotrogrodu, znajdowały się cztery brytyjskie lekkie krążowniki („Curacoa”, „Cleopatra”, „Dragon” i „Galatea”), osiem niszczycieli i pięć okrętów podwodnych. Radziecka Flota Bałtycka teoretycznie miała przewagę nad brytyjską eskadrą, ale większość jej statków wymagała remontów i przebywała w portach. Ponadto występował w niej dotkliwy niedobór wszelkiego rodzaju zaopatrzenia oraz personelu (zwłaszcza oficerów). W rezultacie z floty musiał zostać wyłoniony Oddział Czynny z nadających się do użytku statków z załogami gotowymi do walki. Składał się z dwóch pancerników, krążownika, kilku niszczycieli i okrętów podwodnych.
Po tym, jak rosyjskie niszczyciele „Spartak” i „Awtroił” zostały zdobyte przez Brytyjczyków 26 i 27 grudnia 1918 roku w pobliżu Rewla po nieudanej operacji czerwonej Floty Bałtyckiej, okręty tej floty do końca wojny domowej nie poruszały się dalej niż do Gogłandu. Brytyjczycy uzyskali całkowitą dominację w Zatoce Fińskiej.

#### Działania morskie wiosną – latem 1919 r.
Bezpośrednio po rozpoczęciu ofensywy wojsk białych, 15 i 16 maja, Estończycy wysadzili desant w Zatoce Łużskiej, a 17 maja – w Zatoce Koporskiej. Dowództwo Czerwonej Floty Bałtyckiej podjęło decyzję o rozpoznaniu tej ostatniej zatoki, ostrzelaniu wybrzeża i pokonaniu sił desantowych wroga. Operację powierzono pancernikowi „Andriej Pierwozwannyj”, niszczycielowi „Gawriił”, 4 trałowcom i 2 okrętom patrolowym, które wyszły w morze 18 maja. Z powodu awarii silnika pancernik powrócił do Kronsztadu, a dowódca Oddziału Czynnego przeniósł się na pokład „Gawriiła”. Po 10 godzinach i 10 minutach oddział dotarł do Zatoki Koporskiej, ale wkrótce został zmuszony do zawrócenia – na horyzoncie widać było dym z angielskiego krążownika i trzech niszczycieli. Aby osłonić trałowce, „Gawriił” zmniejszył prędkość do 10 węzłów i rozpoczął nierówną bitwę z wrogiem. Wymiana ognia trwała godzinę i była prowadzona z odległości ponad 32 kabli, ogień brytyjskich okrętów był nieskuteczny; „Gawriił” ostrzeliwał się z działa rufowego i nie pozwolił przeciwnikowi zbliżyć się do trałowców. O godz. 13:25 okręty radzieckie weszły w strefę działania dział fortów nadbrzeżnych, a oddział brytyjski przerwał pościg.
28 maja oddział otrzymał nowe zadanie: z morza miał aktywnie wspierać nacierające jednostki Armii Czerwonej.Okręty radzieckie miały zapobiec lądowaniu wojsk przeciwnika w Zatoce Koporskiej i osłonić wybrzeże przed możliwymi atakami. Jednak 31 maja brytyjskie niszczyciele z powodzeniem ostrzelały wybrzeże w rejonie Oisto-Pałkino. „Azard”, który wyszedł w morze w celu przechwycenia, został, najpierw kilkakrotnie zaatakowany przez łódź podwodną, a następnie został zmuszony do odwrotu pod osłoną pancernika „Pietropawłowsk” z powodu pojawienia się kilku oddziałów okrętów brytyjskich. Brytyjczycy próbowali zaatakować okręt liniowy, ale w tym czasie jeden z niszczycieli, który przypadkowo zbliżył się na odległość 47 kabli, został trafiony, a brytyjskie okręty natychmiast się wycofały. 1 czerwca radziecki oddział spędził w porcie. W tym czasie statki brytyjskie i estońskie ostrzelały zajmowany przez Armię Czerwoną odcinek wybrzeża w rejonie Nowego ust’ja.
Nowe starcie miało miejsce 4 lipca: niszczyciele „Azard” i „Gawriił” zauważyły angielski niszczyciel u wejścia do Zatoki Koporskiej i wszczęły nieudany pościg. W drodze powrotnej rosyjskie niszczyciele zostały zaatakowane przez brytyjski okręt podwodny L55. Po pomyślnym manewrowaniu niszczyciele uniknęły torped, a po salwie łódź podwodna nie mogła pozostać na głębokości i została natychmiast ostrzelana przez „Azard”. Nad łodzią podwodną pojawił się słup ognia i dymu. Jak się później okazało, starając się uniknąć ataków „Azarda” brytyjski okręt podwodny został zmieciony przez prąd i trafił na brytyjskie pole minowe. Zginęła cała załoga.
W tym czasie niszczyciele „Konstantin” i „Swoboda” zostały pospiesznie wprowadzone do służby i dołączone do oddziału. Natomiast brytyjska eskadra do połowy czerwca brytyjska eskadra została uzupełniona 8 najnowszymi torpedowcami, do końca czerwca z Anglii na Bałtyk przybyły cztery krążowniki, a na początku lipca przybył również lotniskowiec z 12 wodnosamolotami.

#### Ofensywa Ołonieckiej Armii Ochotniczej
W dniach 21–22 kwietnia 1919 r. z terytorium Finlandii, z kierunku Sortavali, na przesmyku onesko-ładoskim w kierunku Ołońca swoje działania prowadziła Ołoniecka Armia Ochotnicza, formacja białych Finów licząca ok. 2 tys. żołnierzy. Powierzono im zadanie operowania wzdłuż linii Zwanki – Łodiejnoje Pole – Pietrozawodsk, w celu opanowania wschodniej Karelii. 21 kwietnia biali Finowie zajęli Widlicę, 23 – Tołoskę, tego samego dnia wieczorem – Ołoniec i zbliżyli się do Łodiejnego Pola i Pietrozawodsk, gdzie rozpoczęła się zacięte walki. Jednak pod koniec kwietnia oddziałom Armii Czerwonej udało się tymczasowo zatrzymać fińską ofensywę. Gubernie pietrozawodzka, czerepowiecka i ołoniecka zostały 2 maja objęte przez Radę Obrony RFSRR stanem oblężenia, 4 maja rozpoczęła się powszechna mobilizacja. W rejonie Łodiejnego Pola Finom udało się przekroczyć Świr. 4 maja okręty Oneskiej Flotylli Wojennej zostały wprowadzone do działań przeciwko wojskom fińskim, ostrzeliwując wybrzeże zajmowane przez przeciwnika od Ołońca po Widlicę. Do tych celów wykorzystano dwa statki patrolowe „Kunica” i „Gornostaj” (ich uzbrojenie stanowiły po dwa działa 75 mm), a od 16 maja – stawiacz min „Bieriezina” z dwoma działami 102 mm i jednym 75 mm.
6 maja czerwoni odbili Ołoniec. Na przełomie czerwca i lipca podczas operacji widlickiej wojska radzieckie pokonały Ochotniczą Armię Ołoniecką.

## Działania wojenne jesienią 1919 roku

### Zmiana sytuacji politycznej

Pomnik żołnierzy Armii Północno-Zachodniej na cmentarzu prawosławnego Monasteru Piuchtickiego we wschodniej Estonii

Do końca lata 1919 r. istniała realna możliwość przeprowadzenia przeciwko bolszewikom wspólnych działań ofensywnych przez białe wojska rosyjskie i młode państwa bałtyckie, ze wsparciem Ententy. Możliwość taką przewidywał protokół podpisany w Rydze 26 sierpnia 1919 r. po negocjacjach estońsko-łotewsko-litewsko-polskich z udziałem przedstawicieli wojsk białych, prowadzonych przez przedstawicieli Wielkiej Brytanii. Podczas rozmów wyznaczono odcinki antybolszewickiego frontu, za które miały być odpowiedzialne poszczególne państwa i wojska oraz wskazano wstępnie datę 15 września jako dzień rozpoczęcia działań zaczepnych. Plany te pokrzyżował rząd radziecki, który zasugerował Estonii rozpoczęcie pokojowych negocjacji. Te rozpoczęły się w Rewlu 13 września. Estończycy przystali na propozycję rozmów, gdyż w odróżnieniu od przedstawicieli Ententy byli przekonani, że Armia Północno-Zachodnia jest zbyt słaba, by z powodzeniem przeprowadzić nową ofensywę na Piotrogród. Dowództwo białych postanowiło w tej sytuacji przyspieszyć działania wojenne, w nadziei na sukces przed sfinalizowaniem rozmów estońsko-bolszewickich, nawet pomimo faktu, że ich siły nie były na to gotowe. Równocześnie naczelny dowódca armii estońskiej Johan Laidoner zezwolił na udział 1 i 2 dywizji estońskiej w jesiennym ataku na Piotrogród bez zgody, a nawet wbrew woli rządu estońskiego. Laidoner chciał równocześnie uczynić zadość oczekiwaniom Ententy, jak i kontrolować poczynania dowództwa Armii Północno-Zachodniej, któremu nie ufał.

### Nowa ofensywa białych
Nową ofensywę białej Armii Północno-Zachodniej, która dysponowała 18,5 tys. bagnetów i szabel, 4 pociągami pancernymi, 4 samochodami pancernymi i 6 czołgami, przy wsparciu armii estońskiej (ok. 18 tys. bagnetów i szabel) oraz floty brytyjskiej zaplanowano ostatecznie na koniec września. Operacja wojsk Judenicza w założeniach powinna zostać skoordynowana z ofensywą Sił Zbrojnych Południa Rosji na Moskwę. Judenicz spodziewał się również, że w działaniach weźmie udział Zachodnia Armia Ochotnicza pod komendą Pawła Bermondta-Awałowa, formalnie podległa Armii Północno-Zachodniej, w skład której weszli żołnierze niemieckich jednostek, m.in. Żelaznej Dywizji, walczących wcześniej przeciwko bolszewikom na Łotwie. Siły Bermondta liczyły 50 tys. żołnierzy. 21 września Judenicz wydał Bermondtowi rozkaz przemarszu z Mitawy na narewski odcinek antybolszewickiego frontu, jednak rozkaz ten został zignorowany. Bermondt-Awałow domagał się zgody na uderzenie na bolszewików pod Dyneburgiem, to jest z obszaru kontrolowanego przez niepodległą Łotwę. 26 września Judenicz osobiście udał się do Mitawy na spotkanie z Bermondtem, który także wtedy odmówił wykonania rozkazu.
28 września Armia Północno-Zachodnia rozpoczęła aktywne działania, wykonując manewr mylący na lewe skrzydło czerwonej 7 Armii dowodzonej przez Siergieja Charłamowa (liczącej 25,6 tys. bagnetów i szabel). Dowództwo radzieckie przeniosło tam swoje główne siły, co osłabiło kierunek jamburski, a właśnie tam 11 października wojska Judenicza zadały drugi główny cios. Jamburg został zajęty przez białych 12 października, Krasne Sioło i Gatczyna 16 października, Carskie Sioło 20 października. Biali wyszli na przedpola Piotrogrodu, ale nie zdołali przekroczyć linii Wzgórz Pułkowskich. Podczas gdy Lew Trocki, osobiście zaangażowany w obronę Piotrogrodu wzmocnił zgrupowanie broniące Piotrogrodu do 40 tys. żołnierzy (jednostki 7 i 15 armii – 40 tys. bagnetów i szabel, 350 dział, 820 karabinów maszynowych), estońskie jednostki osłaniające lewą flankę Armii Północno-Zachodniej wycofały się z frontu. W powstałej luce na froncie wylądował desant bolszewickich marynarzy w forcie Krasnaja Gorka. Finowie i Brytyjczycy nie udzielili skutecznej pomocy białym. Pogorszyły się też ich stosunki z Estończykami, których przeraziły aspiracje wielkomocarstwowe Judenicza i którym bolszewicy obiecali znaczące ustępstwa polityczne i terytorialne.
Część okrętów brytyjskich operujących w Zatoce Fińskiej 8 października odpłynęła do ujścia Dźwiny, gdyż Bermondt-Awałow tego samego dnia uderzył na stolicę niepodległej Łotwy Rygę, pragnąc zająć ziemie łotewskie dla siebie, jako bazę wypadową do dalszej walki z bolszewikami. Samowolne działania Bermondta przyczyniły się do osłabienia ofensywy Judenicza i ułatwiły bolszewikom obronę Piotrogrodu.

### Kontrofensywa czerwonych

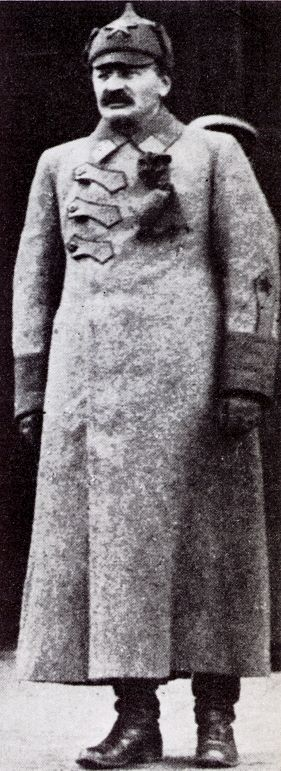
Lew Trocki w mundurze Armii Czerwonej

15 października Biuro Polityczne partii bolszewickiej wydało specjalną odezwę, zatytułowaną „Piotrogrodu nie oddawać”, zaś 19 października Lenin osobiście zwrócił z apelem do robotników, by bronili Piotrogrodu do ostatniej kropli krwi. Zgrupowanie broniące miasta wzmocniono dzięki nadzwyczajnej mobilizacji robotników, aktywistów partyjnych i komsomolców. Do obrony miasta włączyło się 14 tys. kobiet. 17 października do Piotrogrodu przybył pociąg pancerny komisarza spraw wojskowych Lwa Trockiego, który wspólnie z Władimirem Gittisem osobiście pokierował kontrofensywą. Trocki odegrał wielką rolę w podniesieniu nastrojów obrońców miasta i mobilizowaniu nowych sił.
Zwiększona przewaga liczebna czerwonych, brak rezerw i rozciągnięcie frontu Armii Północno-Zachodniej pozwoliły wojskom radzieckim zatrzymać ofensywę białych. 21 października 1919 r. czerwona 7 Armia rozpoczęła kontrofensywę, wspierana z morza przez Flotę Bałtycką. 23 października czerwoni odzyskali Pawłowsk, 26 października – Krasnoje Sioło. Tego samego dnia swoje działania rozpoczęła 15 Armia, która rozbiła 2 korpus Armii Północno-Zachodniej i 31 października wkroczyła do Ługi. Białych odrzucono od kluczowej linii kolejowej z Piotrogrodu do Moskwy. Po zaciętych walkach biali zostali zmuszeni do wycofania się, a wojska radzieckie zajęły Gdow 7 listopada i Jamburg 14 listopada. Resztki armii Północno-Zachodniej zostały zmuszone do wycofania się na terytorium Estonii, gdzie zostały rozbrojone i internowane przez estoński rząd na początku grudnia. 5 grudnia zawarte zostało natomiast estońsko-radzieckie zawieszenie broni.
Negocjacje pokojowe, które zostały wznowione pod koniec 1919 r. między niepodległą Estonią a Rosją Radziecką, zakończyły się podpisaniem traktatu pokojowego w Tartu i położyły kres współpracy Estonii z białymi. Na mocy traktatu, obecność wojska i sił politycznych wrogich Rosji Radzieckiej na terytorium Estonii została zakazana, a istniejące obce oddziały rozbrojone. Zabroniono również prowadzenia przez terytorium Estonii transportu materiałów wojskowych przez siły toczące wojnę z Rosją Radziecką.
Na pamiątkę skutecznego powstrzymania ofensywy białych proletariat Piotrogrodu został zbiorowo odznaczony Orderem Czerwonego Sztandaru i honorowym rewolucyjnym czerwonym sztandarem.